# Magyarok kenyere
A Magyarok kenyere rendezvény augusztus 20-hoz, az új kenyér ünnepéhez kapcsolódó program, mely kifejezi a magyar nemzet összetartozását és jelentős a karitatív szerepe is. A program keretében Magyarország összes megyéjéből és sok településéről, valamint a Kárpát-medence magyar lakta területeiről összegyűjtik a felajánlott búzát, majd az ünnepélyes összeöntés és őrlés után készítik el az augusztus 20-i ünnepi kenyeret Pécsett.

## Története
2010-ben indult el a kezdeményezés, amely hatására 2011-ben már 10 tonna gabonát gyűjtöttek össze, és az ebből őrölt lisztből sütötték az országos augusztus 20-i ünnepi kenyeret és cipókat. A megmaradt lisztet a Böjte Csaba vezette Dévai Szent Ferenc Alapítvány kapta, az általuk nevelt több ezer gyerek 4 havi étkezésének támogatására.
2012-ben 130 helyről érkezett a gabona: megyei jogú városok, megyei agrárkamarák, cégek, magánszemélyek több mint 20 tonna búzát ajánlottak fel. A Testvérvárosok Országos Szövetsége segítségével Székelyföld nagy részét is bevonták az akcióba. A Pécsről Budapestre szállított ünnepi nagykenyeret Erdő Péter bíboros, prímás, az Esztergom-Budapesti főegyházmegye érseke áldotta meg a Szent Jobb-körmeneten. A Dévai Szent Ferenc Alapítvány 14 tonna lisztet kapott.
2013-ban a frissen megalakult Nemzeti Agrárgazdasági Kamara (NAK) is bekapcsolódott a jótékony kezdeményezésbe. A NAK jelentős közreműködésével immár közel 400 településről küldték a búzát. A felajánlásoknak köszönhetően mintegy 100 tonna gyűlt össze. Ennek az évnek a különlegessége a „vendégkovász” volt: a Hargita megyei Oroszhegy településről érkezett kovász felhasználásával készültek az ünnepi kenyerek és cipók. Az ünnepélyes kenyéráldást dr. Udvardy György pécsi megyés püspök, valamint Böjte Csaba ferences rendi szerzetes közösen végezte. Az összegyűlt lisztből a dévai gyerekek egész éves kenyérszükségletét fedezni lehetett, sőt 5 tonna jutott a Pécs környéki és baranyai családoknak is.
2014-ben a Nemzeti Agrárgazdasági Kamara segítségével már 44 állomáson várták a gabonát országszerte. Ebben az évben az előző évi mennyiség kétszerese: csaknem 215 tonna búza érkezett, 420 magyar és 51 határon túli településről, így már nem csak a Dévai Szent Ferenc Alapítványt, hanem a nagydobronyi Irgalmas Samaritánus Református Gyermekotthon lakóit, a Baranya Megyei Gyermekvédelmi Központ 200 gyermekét, valamint az Oltalom Egyesület rászoruló gyermekeit és felnőtteit is részesítették liszt adományban a magyar nemzet gazdáinak jóvoltából. A 2014-ben sütött kenyerek és cipók kelesztéséhez a kovászt a kárpátaljai Verbőc (Verbőczy István szülőfaluja) küldte, a szükséges só pedig az erdélyi Parajdról érkezett. A program egyik nagy eredménye, hogy immáron harmadik éve az augusztus 20-ai budapesti Szent Jobb Körmenet nagy, 5 kg-os kenyerét is a Magyarok Kenyere programból adták, melyet Erdő Péter bíboros áldott meg. Az augusztus 20-i ünnepen fellépett a Pécsi Balett és a Misina Néptáncegyüttes, Tolcsvay László énekes, zeneszerző pedig külön erre az alkalomra írt dalát adta elő.
2015-ben a Nemzeti Agrárgazdasági Kamara már stratégiai partnerként segítette a Magyarok Kenyere Program megvalósítását és a Vajdaság is csatlakozott a kezdeményezéshez. Újból megduplázódott az adományozott búza mennyisége: összesen 440 tonna búza gyűlt össze 47 gyűjtőponton, mintegy 3100 határon inneni és túli adományozótól. Köszönhető volt ez többek között annak, hogy a program ünnepkörei – a búzagyűjtő nap és a kenyérünnep – már szinte minden megyében megrendezésre kerültek. Az ország minden megyéjéből érkező és a külhoni területeken termelt gabona egy részét a Mohácsi Szent Miklós vízimalomnál öntötték össze, majd az ebből a készült lisztből, a vajdasági Bácskatopolyáról érkezett kovász és az erdélyi Parajdról küldött só felhasználásával sütöttek kenyeret a budapesti Szent Jobb-körmenetre és a Pécsi Magyarok Kenyere Ünnepre.   Az őrlés ebben az évben a korábbi eggyel szemben már 20 malomban történt, ennek megfelelően a fuvartávolságok lecsökkentek, az adományozotti kör pedig rendkívüli mértékben kibővült: a korábbi évek kedvezményezettjein túl további 109 gyermeksegélyező szervezet részesült a lisztadományból. 2014-ben a Kamara közreműködésével megvalósuló 2013-ban elindított „Székely Földbe Magyar Vetőmag” program keretében több tucat zsák vetőmag érkezett az Alapítványhoz, a kezdeményezés újabb állomásaként mezőgazdasági gépforgalmazó vállalatok adományoztak több millió forintértékben erő- és munkagépeket a gyermekotthon tangazdasága számára. Ebben az évben lehetőség volt már arra is, hogy minden magyarországi megye egy vagy több karitatív szervezete is részesüljön az összmagyar lisztadományból. Ezen év másik újítása volt az adományozói napok megrendezése minden megyében, sőt határon túl is, Szent Erzsébet ünnepén, november 19-én. Ez utóbbinak díszvendége a köztársasági elnök felesége, Dr. Herczegh Anita volt.
2016-ban – Vajdaság 2015-ös csatlakozása után – a kezdeményezés beindult Felvidéken és Észak-Erdélyben is. Esztergomban rendezték a Nemzeti Agrárgazdasági Kamara (NAK) és a Magyar Gazdakörök és Gazdaszervezetek Szövetsége (MAGOSZ) közös szervezésében a Magyarok Kenyere program nyitányát. A program keretében első alkalommal, Snell György Esztergom-budapesti segédpüspök, fővárosi Szent István-bazilika plébánosa celebrálta a szentmisét. A mise után a résztvevők a város határában búzatáblához sétáltak, ahol az egyházak képviselői megszentelték a búzát. Az összeöntési ünnepséget augusztus 7-én tartották, a Pécshez közeli Orfű malommúzeumában. Az augusztus 20-i kenyerekhez a felvidéki Gútáról érkezett Baranyába a kovász, a sót ismét az erdélyi Parajdról küldték, elkészítéséhez a legmagyarabb folyóként emlegetett Tisza forrásvidékéről származó vizet használtak. A karitatív akció nagy kedvezményezettjei között szerepelt a Dévai Szent Ferenc Alapítvány, a Nagydobronyi Irgalmas Samaritánus Református Gyermekotthon és a fővárosi Oltalom Karitatív Egyesület. A támogatást szeptember 20-án, a gyermekek világnapján osztották szét. Ebben az évben is lehetőség volt arra, hogy a lisztadományból minden magyarországi megye karitatív szervezetei is részesüljenek.
2017-ben április 29-én ismét, Esztergomban rendezték a Nemzeti Agrárgazdasági Kamara (NAK) és a Magyar Gazdakörök és Gazdaszervezetek Szövetsége (MAGOSZ) közös szervezésében a Magyarok Kenyere program nyitányát. Snell György Esztergom-budapesti segédpüspök, fővárosi Szent István-bazilika plébánosa celebrálta a szentmisét. A mise után a résztvevők a város határában búzatáblához sétáltak, ahol az evangélikus, római katolikus és görög-katolikus egyházak képviselői megszentelték a búzát. Az eseményt megtisztelték jelenlétükkel Kis Miklós Zsolt, Éder Tamás, ifjúbb Hubai Imre, a NAK alelnökei, valamint Jakab István, az Országgyűlés alelnöke, a MAGOSZ elnöke is, valamint Korinek László, a Magyarok Kenyere Program ötletgazdája. Az Összeöntés ünnepét ezúttal a nemeshanyi Csizmadia vízimalomnál augusztus 13-án. A Kárpát-medence 35 térségéből érkező búzazsákokat öntötték egybe. Az ünnepségről a résztvevők kis zsákban búzát vihettek emléknek haza. A gyűjtés befejeztével, az egész Kárpát-medencét átfogó kezdeményezés minden rekordot megdöntött: a 3900 áldozatkész magyarországi és határon túli magyar gazdálkodó mintegy 600 tonna búzát gyűjtött össze, így az őrlés után 360 tonna liszt állt rendelkezésre karitatív célokra. A korábbi évekhez hasonlóan liszt és száraztészta formájában összesen 60 tonna adomány érkezett Erdélybe, a Böjte Csaba által 1993-ban alapított Dévai Szent Ferenc alapítvány 82 intézményébe, ahol nagyjából 2200 gyereket nevelnek és gondoznak. További 20 tonna jutott a kárpátaljai Irgalmas Samaritánus Református Gyermekotthonba, 10-10 tonna az Oltalom Karitatív Egyesülethez és az Ökumenikus Segélyszervezethez, valamint 5-5 tonna a Bakó Pál által vezetett Szent Erzsébet Egyesület és a vajdasági Poverello – Ferences Közhasznú Alapítvány Lurkó Házának. Az éves záró rendezvényen a vajdasági – hajdújárási – intézmény által gondozott gyermekek számára az adományt Áder János köztársasági elnök felesége, Dr. Herczegh Anita és Győrffy Balázs, a Nemzeti Agrárgazdasági Kamara elnöke adta át.
2018-tól a Magyar Gazdakörök és Gazdaszövetkezetek Szövetsége (MAGOSZ) átvette a program lebonyolításának jogát, egyúttal a Magyarok Kenyere Alapítványt is. Ebben az évben is a Magyarok Kenyere Program sorozat a Búzaszenteléssel vette kezdetét, Esztergomban, május 5-én. A program következő nagy rendezvényét az Összeöntés ünnepét, augusztus 4-én tartották ezúttal a kárpátaljai Beregszász melletti Mezőgecsén. A zárórendezvényt pedig a Horvátországi Eszéken rendezték november 23-án. A program társadalmi sikerét és összekovácsoló erejét bizonyítja, hogy az adományozott mennyiség mellett az adományozó gazdák száma is jelentős növekedésnek indult. A 19 megyéből és 12 határon túli régióból 5019 adományozó, 2760 magyarországi és 2259 határon túli, 605 tonna búzát ajánlott fel, amelyből végül 360 tonna lisztet tudott a program szétosztani a karitatív szervezeteknek. A liszt egy részét 2018-ban is a program kiemelt kedvezményezettjei kapták, de a korábbi évekhez hasonlóan ismét lehetőség nyílt arra, hogy minden magyarországi megye egy vagy több karitatív szervezete is részesüljön az összmagyar lisztadományból. Ebben az évben a program nagyobb kedvezményezettjei a Dévai Szent Ferenc Alapítvány, az Ökumenikus Segélyszervezet, a Magyar Református Szeretetszolgálat, a Szent Erzsébet Egyesület, az Oltalom Karitatív Egyesület, a Kelet-Magyarországi Református Nevelőszülői Hálózat és a Csibész Ifjúsági Egyesület voltak. Az év nagy sikere, hogy a Magyarok Kenyere – 15 millió búzaszem programot a „példaértékű nemzetegyesítő szolgálatáért” 2018. szeptember 29-én Magyar Örökség címmel tüntették ki.
2019-ben az alapítvány legfőbb célkitűzése volt, hogy a Kárpát-medencei magyarok mellett a nyugati, tengerentúli szórvány magyarságot is bevonja az adományozásba. Április 27-én Esztergomban a Búzaszentelő Ünnepséggel indult a programsorozat, amely szakralitásánál fogva mindig is kiemelt jelentőséggel bírt a program rendezvényeinek sorában. Kiemelt vendégként beszédet mondott Kövér László, a parlament elnöke, Jakab István, a parlament alelnöke és a MAGOSZ elnöke, Cserháti Ferenc, az Esztergom-Budapesti segédpüspök, Steinbach József, a Dunántúli Református Egyházkerület püspöke és Fabiny Tamás, a Magyarországi Evangélikus egyház elnök-püspöke. Ezt követte az Összeöntés ünnepe augusztus 10-én, Nemeshany településén, egy hagyományos vízimalom szomszédságában, amelyen a betakarított és összegyűjtött búza jelképes egybeöntésére került sor. A Kárpát-medence megyéi és az elszakított országrészek egy-egy zsák búzát küldtek az ünnepi rendezvényre, ahol népzenei műsorokkal kísérve egyesült szétválaszthatatlanul a határon inneni és túli magyarság keze munkája. Beszédet mondott Győrffy Balázs, a NAK elnöke, Farkas Sándor, az Agrárminisztérium parlamenti államtitkára és Jakab István, a parlament alelnöke és a MAGOSZ elnöke. Augusztus 20-ára hajdúságiak készítették el Kárpát-medence aratókoszorúját, amit ünnepélyes keretek között adtak át Snell György püspöknek, a Szent István Bazilika plébánosának, a Szent Jobb őrének. Az aratókoszorú a Szent Jobb körmeneten is megtekinthető volt. Az adományok kiszállítása után, novemberben került sor a Magyarok Kenyere Program záróünnepségére, hagyományosan egy külhoni településen, ezúttal a kárpátaljai Nagydobronyban. Az eseményen részt vett az Irgalmas Szamaritánus Gyermekotthon igazgatója, Győrffy Balázs,a  NAK elnöke, Jakab István a parlament alelnöke és a MAGOSZ elnöke, Zán Fábián Sándor, kárpátaljai református püspök, Majnek Antal, a Munkácsi Római Katolikus Egyházmegye püspöke, Levcsenkó Róbert görög-katolikus áldozópap, Virág László, a Kárpátaljai Magyar Vállalkozók Szövetségének elnöke, Őrhidi László, a „Pro Agricultura Carpatika” Kárpátaljai Megyei Jótékonysági Alapítvány, Molnár Zsolt, verbőcei lelkipásztor és a magyar köztársasági elnök felesége, Herczeg Anita, a program fővédnöke. A program sikerességét mutatja, hogy minden eddiginél több, összesen közel 5700 – 3551 magyarországi és 2117 határon túli – magyar gazda ajánlott fel búzaadományt.  A liszten kívül 4 notebook, 11 asztali számítógép és 12 monitor is átadásra került.